# Mangán(II)-szulfát
A mangán(II)-szulfát (MnSO4) egy szervetlen vegyület, a mangán kénsavas sója. A vízmentes mangán(II)-szulfát csaknem fehér színű. Ha vízből kikristályosítják, különféle hidrátok keletkezhetnek a kristályosítás hőmérsékletétől függően. A hidrátok színe halvány rózsaszín, legjelentősebb közülük a tetrahidrát. Vízben jól oldódik. Az oldatnak kesernyés íze van.

## Kémiai tulajdonságai
Erős oxidálószerek mangán-dioxiddá oxidálják. Ha kálium-nitráttal olvasztják össze, kálium-manganáttá (K2MnO4) alakul, ami egy zöld színű vegyület. Erős hevítés hatására kén-dioxid fejlődése közben mangán(II,III)-oxid képződik. Ha szénnel hevítik, mangán(II)-szulfiddá alakul.

## Előfordulása
A természetben a monohidrátja, illetve a heptahidrátja található meg ásványként. Az ásványok neve szmikit illetve mallardit. Mindkét ásvány ritka.

## Előállítása
A mangán(II)-szulfát mangán-dioxidból állítható elő kénsavval.
{\displaystyle \mathrm {2\ MnO_{2}+2\ H_{2}SO_{4}\rightarrow 2\ MnSO_{4}+2\ H_{2}O+O_{2}} }

## Felhasználása
Pácolásra alkalmazzák a textilfestésben. A porcelángyártásban a zománc rózsaszínre festésére szolgál. Felhasználják fa pácolására is. Felhasználják más mangánvegyületek előállítására is.